# 香江丽华酒店
43°48′37″N 87°35′14″E / 43.81041°N 87.58723°E

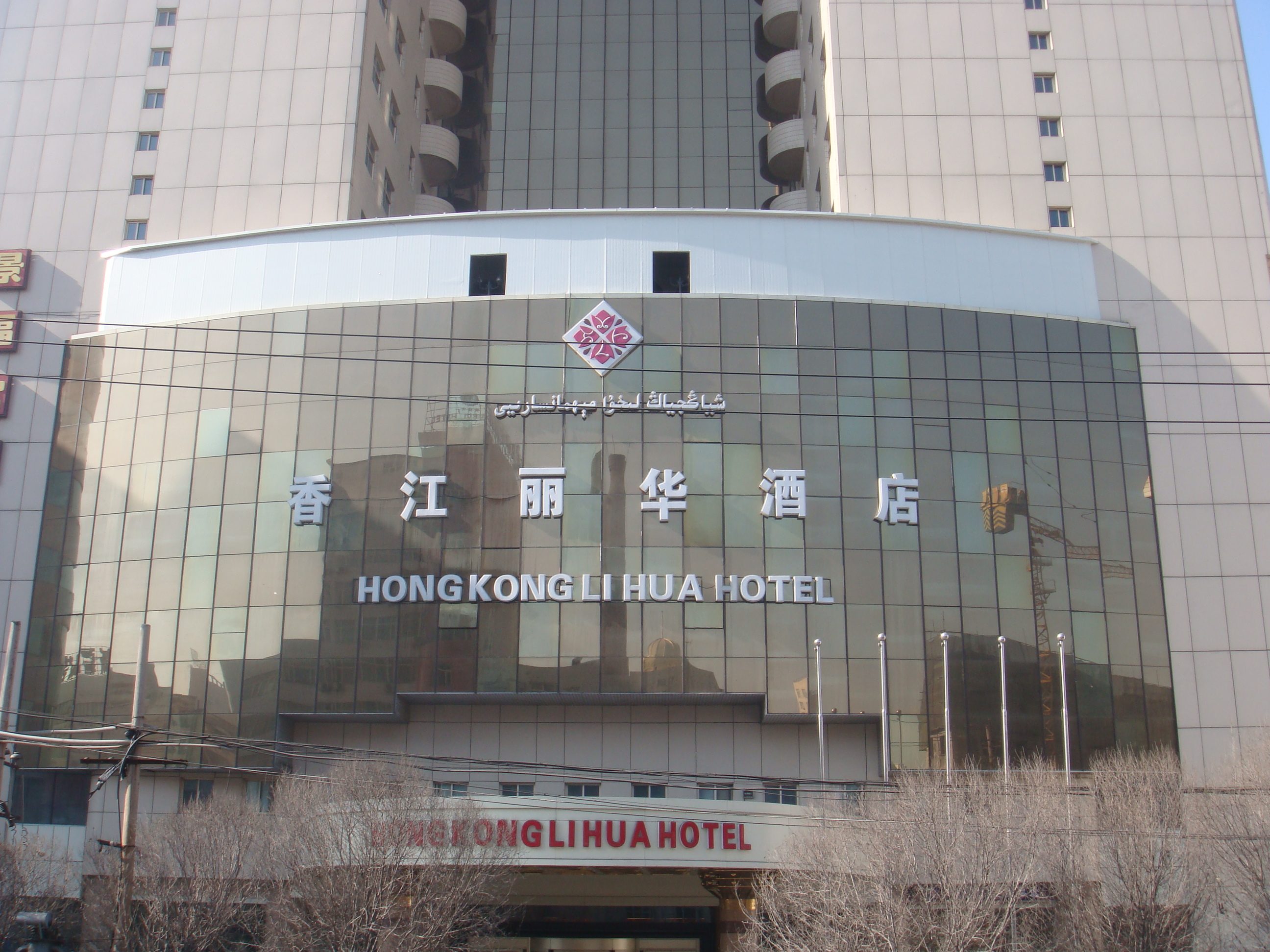
香江丽华酒店

香江丽华酒店，位于新疆维吾尔自治区乌鲁木齐市沙依巴克区西北路955号，是新疆的一座四星级酒店。

## 经营
香江丽华酒店位于乌鲁木齐新市区，隶属于香港香江丽华酒店管理有限公司。邻近友好百盛购物中心、人民公园、红山公园。2013年9月14日至15日，第四期混凝土矿物掺合料应用技术研讨会在香江丽华酒店举行。2018年12月14日世界华人文化艺术总会、世界华人旗袍协会新疆年会在香江丽华酒店举行。